# Droga wojewódzka nr 737
Droga wojewódzka nr 737 (DW737) – droga wojewódzka prowadząca z Radomia do ronda w Aleksandrówce pod Kozienicami. W całości biegnie ona na terenie województwa mazowieckiego (powiat radomski i kozienicki). Jej długość wynosi 36,612 km. Szczególne duże natężenie ruchu (ponad 10 tys. samochodów na dobę) obserwuje się na odcinku od Jedlni do Radomia. Pomimo że w dużej części przebiega przez tereny zalesione (Puszcza Kozienicka), to nie jest ona przystosowana do ruchu rowerowego.

## Miejscowości leżące przy trasie DW737
- Radom 9 12
- Rajec Poduchowny
- Antoniówka
- Siczki 699
- Kolonka
- Jedlnia
- Poświętne
- Jedlnia-Kolonia
- Augustów
- Aleksandrówka 79